# Micragone martinae
Micragone martinae är en fjärilsart som beskrevs av Pierre Claude Rougeot 1952. Micragone martinae ingår i släktet Micragone och familjen påfågelsspinnare. Inga underarter finns listade i Catalogue of Life.